# Plácido António de Abreu
Plácido António de Abreu ComC • CvNSC (Guimarães, Mascotelos, Bergalhos, 1 de Novembro de 1795 - Porto, 15 de Agosto de 1852), 1.º Barão de São Torquato, foi um empresário português.

## Biografia
Brasileiro de torna-viagem.[carece de fontes?]
Foi Comendador da Real Ordem Militar de Nosso Senhor Jesus Cristo e Cavaleiro da Real Ordem Militar de Nossa Senhora da Conceição de Vila Viçosa em 1845.
O título de 1.º Barão de São Torquato foi-lhe concedido por Decreto de D. Maria II de Portugal de 22 de Outubro de 1851.

## Casamento
Casou no Rio de Janeiro a 1 de Fevereiro de 1839 com Francisca Maria da Conceição Raposo (Brasil, 22 de Outubro de 1818 - Cascais, Alcabideche, 1 de Novembro de 1898), filha de António Coelho Raposo e de sua mulher Rosa Maria da Conceição, sem geração. A sua viúva casou segunda vez com o 1.º Visconde de São Torquato.